# Hemicordulia similis
Hemicordulia similis – gatunek ważki z rodziny szklarkowatych (Corduliidae).